# Herb Polic
Herb Polic – jeden z symboli miasta Police i gminy Police w postaci herbu.

## Wygląd i symbolika
Herb przedstawia na srebrnej tarczy ukoronowaną głowę gryfa o czerwonych piórach. Korona oraz dziób są koloru złotego.
Herb nawiązuje do herbu dynastii Gryfitów.

## Historia
W roku 1321 miasto przeszło w posiadanie Szczecina i przyjęło herb tego miasta. Początkowo na pieczęciach widniała głowa gryfa bez korony, później w koronie. W 1994 wprowadzono nowy wzór herbu.